# NGC 4007
NGC 4007 = NGC 4005 ist eine Spiralgalaxie vom Hubble-Typ Sb mit aktivem Galaxienkern im Sternbild Löwe an der Ekliptik. Sie ist schätzungsweise 198 Millionen Lichtjahre von der Milchstraße entfernt und hat einen Durchmesser von etwa 70.000 Lichtjahren. Die Entfernungsmessungen basierend auf den Radialgeschwindigkeiten stimmen nicht mit den rotverschiebungsunabhängigen Entfernungsschätzungen von 262 ± 3 Millionen Lichtjahren überein. Vermutlich bildet sie gemeinsam mit NGC 4000 ein gravitativ gebundenes Galaxienpaar und gilt sie als Mitglied der NGC 3987-Gruppe (LGG 261).

Im selben Himmelsareal befinden sich u. a. die Galaxien NGC 3997, NGC 3999, NGC 4011, NGC 4015.
Das Objekt wurde am 6. April 1785 von Wilhelm Herschel entdeckt und im NGC-Katalog als NGC 4007 verzeichnet. Auch der Astronom Otto Struve beobachtete im Jahr 1869 die Galaxie, allerdings ohne deren Identität zu erkennen, weshalb sie im NGC-Katalog nochmals als NGC 4005 verzeichnet ist.